# Grande Prêmio da Malásia de 2011
O Grande Prémio da Malásia de 2011 foi a segunda corrida da temporada de 2011 da Fórmula 1. A prova foi disputada no dia 10 de abril no Circuito Internacional de Sepang, em Kuala Lumpur.

## Relatório

### Treino classificatório
O treino classificatório, realizado no dia 9 de abril, ocorreu como de costume e sem graves incidentes. Foram eliminados no Q1 o venezuelano Pastor Maldonado, da Williams; o finlandês Heikki Kovalainen, da Lotus-Renault; o italiano Jarno Trulli, da Lotus-Renault; o alemão Timo Glock, da Marussia Virgin-Cosworth; o belga Jerome D'Ambrosio, da Marussia Virgin-Cosworth; o italiano Vitantonio Liuzzi, da Hispania-Cosworth e o indiano Narain Karthikeyan, da Hispania-Cosworth. Foram eliminados no Q2 o alemão Michael Schumacher, da Mercedes; o suíço Sebastien Buemi, da STR-Ferrari; o espanhol Jaime Alguersuari, da STR-Ferrari; o britânico Paul di Resta, da Force India; o brasileiro Rubens Barrichello Williams; o mexicano Sergio Perez, da Sauber e o italiano Adrian Sutil, da Force India. A pole-position foi feita pelo alemão Sebastian Vettel que marcou o tempo de 1m34s870, apenas 174 milésimos mais rápido que o inglês Lewis Hamilton, segundo colocado no grid de largada. Nenhum carro deixou de se classificar pela “regra dos 107%”, que determina que pilotos que marcarem tempo 7% mais lento que o melhor tempo do Q1 não largarão.

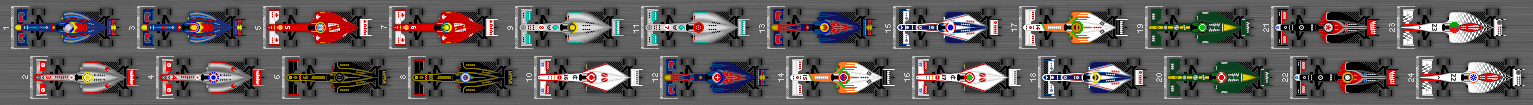
Grid de largada.

### Corrida

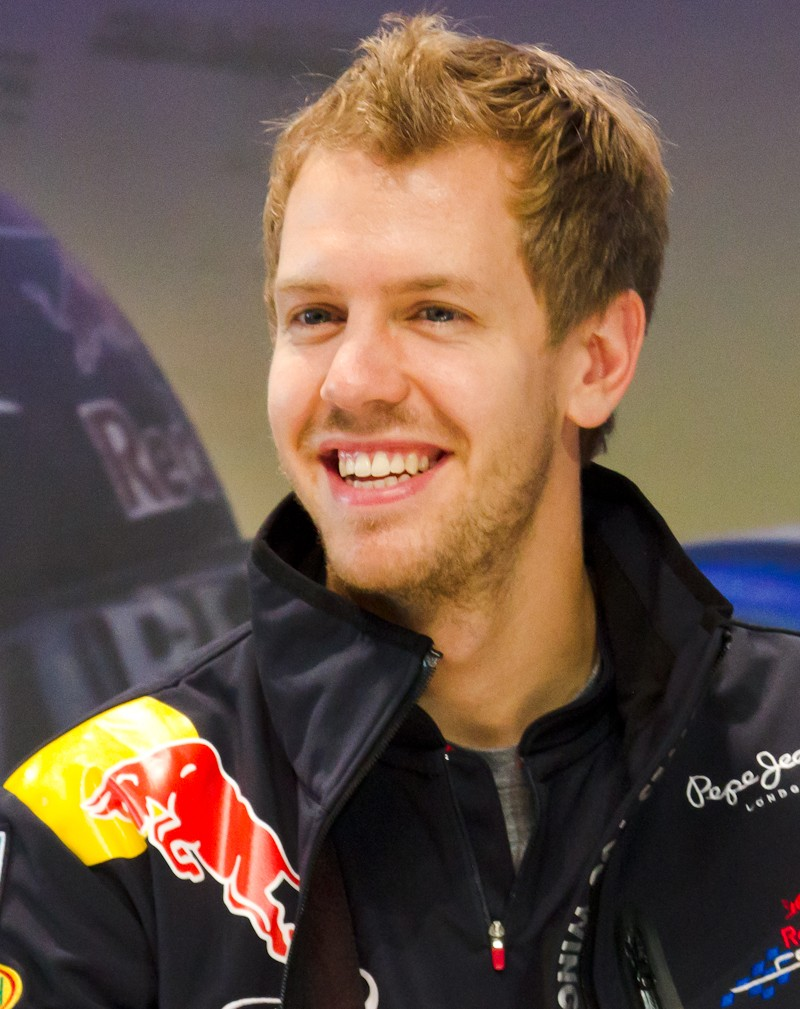
Vettel venceu a prova.

Não houve acidentes na largada. Vettel manteve a primeira posição, Heidfeld largou em 6º e alcançou a 2ª colocação. Massa largou bem e ganhou duas posições, Alonso perdeu uma. Já Webber perdeu várias posições pois largou em 3º e caiu para 10º. Após algumas voltas começaram os primeiros pit stops. Webber, Hamilton e Heidfeld foram os primeiros. Button e Massa entraram nos boxes simultaneamente, entretanto a Ferrari cometeu um erro na troca da roda dianteira esquerda de Massa, que perdeu tempo e foi prejudicado na disputa com Button. Houve mais duas “rodadas de pit stops”, ambas correram normalmente.
Na parte final da prova ocorreu a maior parte das disputas por ultrapassagem Hamilton e Alonso disputando a 3ª colocação, tendo Lewis Hamilton se saído melhor nessa disputa; Webber e Massa disputando a 5ª posição, sendo que  Webber ultrapassou Massa após algumas voltas; Webber e Hamilton disputando o 4º lugar, Hamilton perdeu rendimento após uma colisão com Alonso quando disputavam posição e foi ultrapassado por Webber; entre outras disputas.
Antes do início da corrida havia forte possibilidade de chuva durante a prova, entretanto não choveu em nenhum momento da corrida. O alemão Sebastian Vettel após completou 56 voltas em 1h37m39s832, seguido por Jenson Button e Nick Heidfeld que completaram em segundo e terceiro, respectivamente.

#### Abandonos
- Vitantonio Liuzzi: a 10 voltas — problema na asa traseira
- Jerome D'Ambrosio: a 14 voltas — acidente
- Jarno Trulli: a 25 voltas — embreagem
- Sergio Pérez: a 33 voltas — Acidente
- Rubens Barrichello: a 34 voltas — Problema hidráulico
- Narain Karthikeyan: a 42 voltas — Problema hidráulico
- Pastor Maldonado: a 48 voltas — Falhas de ignição do motor[5]

#### Punições
Após o término da corrida Lewis Hamilton e Fernando Alonso foram punidos com o acréscimo de 20 segundos no tempo total da corrida. Alonso foi punido por ter causado colisão com Hamilton durante disputa por posição, entretanto sua posição final foi inalterada e o espanhol permaneceu em 6º lugar; já Hamilton foi punido por ter mudado de linha de trajetória mais de uma vez ao defender posição de Alonso, o piloto havia completado a prova em 7º lugar, porém, caiu para 8º com a punição.

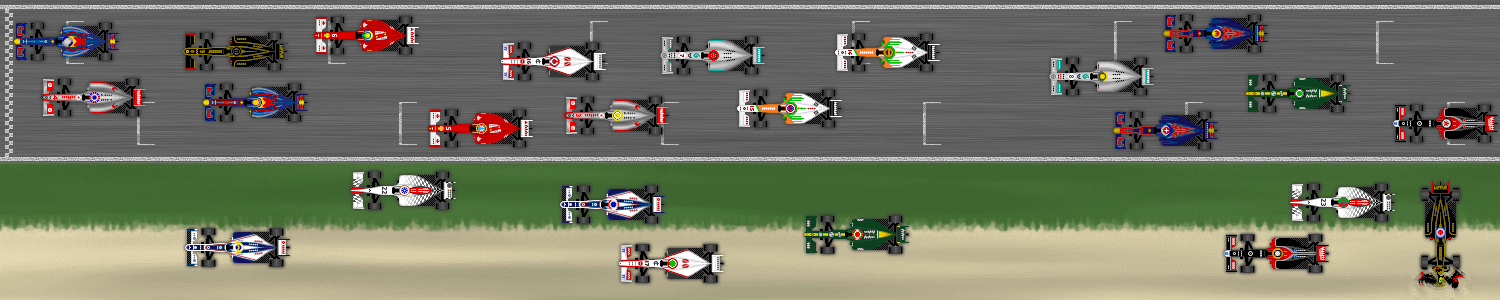
Classificação final da corrida.

## Resultados

### Treino classificatório
| Pos                  | Nº | Piloto             | Construtor           | Parte 1  | Parte 2  | Parte 3  | Grid |
| -------------------- | -- | ------------------ | -------------------- | -------- | -------- | -------- | ---- |
| 1                    | 1  | Sebastian Vettel   | Red Bull-Renault     | 1:37.468 | 1:35.934 | 1:34.870 | 1    |
| 2                    | 3  | Lewis Hamilton     | McLaren-Mercedes     | 1:36.861 | 1:35.852 | 1:34.974 | 2    |
| 3                    | 2  | Mark Webber        | Red Bull-Renault     | 1:37.924 | 1:36.080 | 1:35.179 | 3    |
| 4                    | 4  | Jenson Button      | McLaren-Mercedes     | 1:37.033 | 1:35.569 | 1:35.200 | 4    |
| 5                    | 5  | Fernando Alonso    | Ferrari              | 1:36.897 | 1:36.320 | 1:35.802 | 5    |
| 6                    | 9  | Nick Heidfeld      | Renault              | 1:37.224 | 1:36.811 | 1:36.124 | 6    |
| 7                    | 6  | Felipe Massa       | Ferrari              | 1:36.744 | 1:36.557 | 1:36.251 | 7    |
| 8                    | 10 | Vitaly Petrov      | Renault              | 1:37.210 | 1:36.642 | 1:36.324 | 8    |
| 9                    | 8  | Nico Rosberg       | Mercedes             | 1:37.316 | 1:36.388 | 1:36.809 | 9    |
| 10                   | 16 | Kamui Kobayashi    | Sauber-Ferrari       | 1:36.994 | 1:36.691 | 1:36.820 | 10   |
| 11                   | 7  | Michael Schumacher | Mercedes             | 1:36.904 | 1:37.035 |          | 11   |
| 12                   | 18 | Sébastien Buemi    | Toro Rosso-Ferrari   | 1:37.693 | 1:37.160 |          | 12   |
| 13                   | 19 | Jaime Alguersuari  | Toro Rosso-Ferrari   | 1:37.677 | 1:37.347 |          | 13   |
| 14                   | 15 | Paul di Resta      | Force India-Mercedes | 1:38.045 | 1:37.370 |          | 14   |
| 15                   | 11 | Rubens Barrichello | Williams-Cosworth    | 1:38.163 | 1:37.496 |          | 15   |
| 16                   | 17 | Sergio Perez       | Sauber-Ferrari       | 1:37.759 | 1:37.528 |          | 16   |
| 17                   | 14 | Adrian Sutil       | Force India-Mercedes | 1:37.693 | 1:37.593 |          | 17   |
| 18                   | 12 | Pastor Maldonado   | Williams-Cosworth    | 1:38.276 |          |          | 18   |
| 19                   | 20 | Heikki Kovalainen  | Lotus-Renault        | 1:38.276 |          |          | 19   |
| 20                   | 21 | Jarno Trulli       | Lotus-Renault        | 1:38.791 |          |          | 20   |
| 21                   | 24 | Timo Glock         | Virgin-Cosworth      | 1:40.648 |          |          | 21   |
| 22                   | 25 | Jérôme d'Ambrosio  | Virgin-Cosworth      | 1:41.001 |          |          | 22   |
| 23                   | 23 | Vitantonio Liuzzi  | HRT-Cosworth         | 1:41.549 |          |          | 23   |
| 24                   | 22 | Narain Karthikeyan | HRT-Cosworth         | 1:42.574 |          |          | 24   |
| 107% tempo: 1:43.516 |    |                    |                      |          |          |          |      |

### Corrida
| Pos | Nº | Piloto             | Construtor           | Voltas | Tempo/Aban.                | Grid | Pontos |
| --- | -- | ------------------ | -------------------- | ------ | -------------------------- | ---- | ------ |
| 1   | 1  | Sebastian Vettel   | Red Bull-Renault     | 56     | 1:37:39.832                | 1    | 25     |
| 2   | 4  | Jenson Button      | McLaren-Mercedes     | 56     | +3.2                       | 4    | 18     |
| 3   | 9  | Nick Heidfeld      | Renault              | 56     | +25.0                      | 6    | 15     |
| 4   | 2  | Mark Webber        | Red Bull-Renault     | 56     | +26.3                      | 3    | 12     |
| 5   | 6  | Felipe Massa       | Ferrari              | 56     | +36.9                      | 7    | 10     |
| 6   | 5  | Fernando Alonso1   | Ferrari              | 56     | +57.2                      | 5    | 8      |
| 7   | 16 | Kamui Kobayashi    | Sauber-Ferrari       | 56     | +66.4                      | 10   | 6      |
| 8   | 3  | Lewis Hamilton2    | McLaren-Mercedes     | 56     | +69.9                      | 2    | 4      |
| 9   | 7  | Michael Schumacher | Mercedes             | 56     | +84.8                      | 11   | 2      |
| 10  | 15 | Paul di Resta      | Force India-Mercedes | 56     | +91.5                      | 14   | 1      |
| 11  | 14 | Adrian Sutil       | Force India-Mercedes | 55     | + 1 volta                  | 17   |        |
| 12  | 8  | Nico Rosberg       | Mercedes             | 55     | + 1 volta                  | 9    |        |
| 13  | 18 | Sebastien Buemi    | Toro Rosso-Ferrari   | 55     | + 1 volta                  | 12   |        |
| 14  | 19 | Jaime Alguersuari  | Toro Rosso-Ferrari   | 55     | + 1 volta                  | 13   |        |
| 15  | 20 | Heikki Kovalainen  | Lotus                | 55     | + 1 volta                  | 19   |        |
| 16  | 24 | Timo Glock         | Virgin-Cosworth      | 54     | + 2 voltas                 | 21   |        |
| 17  | 10 | Vitaly Petrov      | Renault              | 52     | Acidente                   | 8    |        |
| 18  | 23 | Vitantonio Liuzzi  | Hispania-Cosworth    | 46     | Problema na asa traseira   | 23   |        |
| Ret | 25 | Jerome d'Ambrosio  | Virgin-Cosworth      | 42     | Acidente                   | 22   |        |
| Ret | 21 | Jarno Trulli       | Lotus                | 31     | Embreagem                  | 20   |        |
| Ret | 17 | Sergio Perez       | Sauber-Ferrari       | 23     | Acidente                   | 16   |        |
| Ret | 11 | Rubens Barrichello | Williams-Cosworth    | 22     | Problema hidráulico        | 9    |        |
| Ret | 22 | Narain Karthikeyan | Hispania-Cosworth    | 14     | Problema hidráulico        | 24   |        |
| Ret | 12 | Pastor Maldonado   | Williams-Cosworth    | 8      | Falhas de ignição do motor | 18   |        |

- ↑  Fernando Alonso foi punido com o acréscimo de 20 segundos no tempo total da corrida por ter causado colisão com Lewis Hamilton durante disputa por posição. Entretanto sua posição final foi inalterada e o espanhol permaneceu em 6º lugar.[6]
- ↑  Lewis Hamilton foi punido com o acréscimo de 20 segundos no tempo total da corrida por ter mudado de linha de trajetória mais de uma vez ao defender posição contra Fernando Alonso. O piloto havia completado a prova em 7º lugar, entretanto, caiu para 8º com a punição.[6]

## Tabela do campeonato após a corrida
Observe que somente as cinco primeiras posições estão incluídas na tabela.
| Pos | Var     | Piloto           | Pontos |
| --- | ------- | ---------------- | ------ |
| 1   | Estável | Sebastian Vettel | 50     |
| 2   | 4       | Jenson Button    | 26     |
| 3   | 1       | Lewis Hamilton   | 22     |
| 4   | 1       | Mark Webber      | 22     |
| 5   | 1       | Fernando Alonso  | 20     |

| Pos | Var     | Construtor       | Pontos |
| --- | ------- | ---------------- | ------ |
| 1   | Estável | Red Bull-Renault | 72     |
| 2   | Estável | McLaren-Mercedes | 48     |
| 3   | Estável | Ferrari          | 36     |
| 4   | Estável | Lotus Renault    | 30     |
| 5   | 7       | Sauber-Ferrari   | 6      |